# Wichtrach
Wichtrach es una comuna suiza del cantón de Berna, situada en el distrito administrativo de Berna-Mittelland. Limita al norte con las comunas de Münsingen y Tägertschi, al este con Häutligen y Oberdiessbach, al sur con Herbligen, Oppligen y Kiesen, y al oeste con Jaberg y Gerzensee.
La comuna es el resultado de la fusión el 1 de enero de 2004 de las comunas de Niederwichtrach y Oberwichtrach. Hasta el 31 de diciembre de 2009 situada en el distrito de Konolfingen.

## Elementos identitarios

### Símbolos

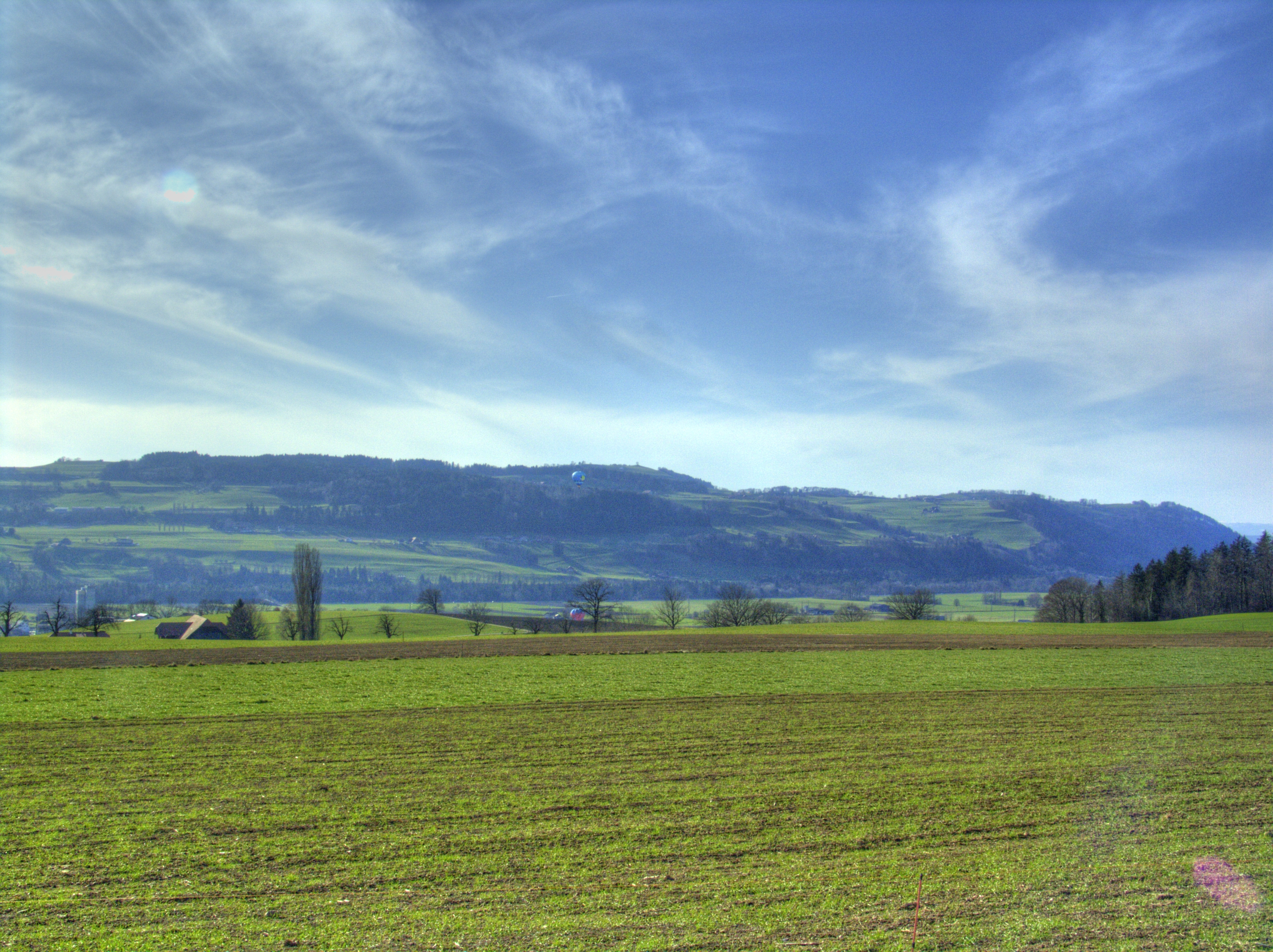
Vista de los campos de Wichtrach.

El escudo de Wichtrach tiene su origen del sello de la familia Wichtrach del siglo XIV.
«Campo de gules, una reja de arado de argén, puesta en banda.»

Niederwichtrach 1858-2003
Oberwichtrach 1938-2003
Wichtrach desde 2004